# Cina ai Giochi della XXXIII Olimpiade
La Cina ha preso parte ai Giochi della XXXIII Olimpiade, svoltisi a Parigi dal 26 luglio all'11 agosto 2024, con una delegazione di 400 atleti (incluse le riserve), 135 uomini e 200 donne in 34 sports e in 42 discipline.
I portabandiera alla cerimonia di apertura sono stati Ma Long e Feng Yu.

## Medagliere

### Medaglie d'oro
| Medaglia | Nome                                                                                      | Sport              | Evento                                     |
| -------- | ----------------------------------------------------------------------------------------- | ------------------ | ------------------------------------------ |
| Oro      | Huang Yuting Sheng Lihao                                                                  | Tiro               | Carabina 10 metri aria compressa a squadre |
| Oro      | Chang Yani Chen Yiwen                                                                     | Tuffi              | Trampolino 3 metri sincro femminile        |
| Oro      | Xie Yu                                                                                    | Tiro               | Pistola 10 metri aria compressa maschile   |
| Oro      | Lian Junjie Yang Hao                                                                      | Tuffi              | Piattaforma 10 metri sincro maschile       |
| Oro      | Sheng Lihao                                                                               | Tiro               | Carabina 10 metri aria compressa maschile  |
| Oro      | Wang Chuqin Sun Yingsha                                                                   | Tennistavolo       | Doppio misto                               |
| Oro      | Chen Yuxi Quan Hongchan                                                                   | Tuffi              | Piattaforma 10 metri sincro femminile      |
| Oro      | Deng Yawen                                                                                | Ciclismo           | BMX freestyle femminile                    |
| Oro      | Pan Zhanle                                                                                | Nuoto              | 100 metri stile libero maschili            |
| Oro      | Liu Yukun                                                                                 | Tiro               | Carabina 50 metri 3 posizioni maschile     |
| Oro      | Yang Jiayu                                                                                | Atletica leggera   | Marcia 20 km femminile                     |
| Oro      | Long Daoyi Wang Zongyuan                                                                  | Tuffi              | Trampolino 3 metri sincro maschile         |
| Oro      | Zheng Siwei Huang Yaqiong                                                                 | Badminton          | Doppio misto                               |
| Oro      | Chen Meng                                                                                 | Tennistavolo       | Singolo femminile                          |
| Oro      | Chen Qingchen Jia Yifan                                                                   | Badminton          | Doppio femminile                           |
| Oro      | Zheng Qinwen                                                                              | Tennis             | Singolare femminile                        |
| Oro      | Fan Zhendong                                                                              | Tennistavolo       | Singolo maschile                           |
| Oro      | Liu Yang                                                                                  | Ginnastica         | Anelli                                     |
| Oro      | Xu Jiayu Qin Haiyang Sun Jiajun Pan Zhanle Wang Changhao                                  | Nuoto              | Staffetta 4x100 metri misti maschile       |
| Oro      | Li Yuehong                                                                                | Tiro               | Pistola 25 metri automatica maschile       |
| Oro      | Zou Jingyuan                                                                              | Ginnastica         | Parallele simmetriche                      |
| Oro      | Quan Hongchan                                                                             | Tuffi              | Piattaforma 10 metri femminile             |
| Oro      | Li Fabin                                                                                  | Sollevamento pesi  | 61 kg maschile                             |
| Oro      | Chang Hao Feng Yu Wang Ciyue Wang Liuyi Wang Qianyi Xiang Binxuan Xiao Yanning Zhang Yayi | Nuoto artistico    | Squadre                                    |
| Oro      | Hou Zhihui                                                                                | Sollevamento pesi  | 49 kg femminile                            |
| Oro      | Liu Hao Ji Bowen                                                                          | Canoa/kayak        | C2 500 metri maschile                      |
| Oro      | Xie Siyi                                                                                  | Tuffi              | Trampolino 3 metri maschile                |
| Oro      | Luo Shifang                                                                               | Sollevamento pesi  | 59 kg femminile                            |
| Oro      | Chang Yuan                                                                                | Pugilato           | Pesi gallo femminile                       |
| Oro      | Xu Shixiao Sun Mengya                                                                     | Canoa/kayak        | C2 500 metri femminile                     |
| Oro      | Chen Yiwen                                                                                | Tuffi              | Trampolino 3 metri femminile               |
| Oro      | Fan Zhendong Ma Long Wang Chuqin                                                          | Tennistavolo       | Squadre maschile                           |
| Oro      | Wu Yu                                                                                     | Pugilato           | Pesi mosca femminile                       |
| Oro      | Liu Huanhua                                                                               | Sollevamento pesi  | 102 kg maschile                            |
| Oro      | Ding Xinyi Guo Qiqi Hao Ting Huang Zhangjiayang Pu Yanzhu Wang Lanjing                    | Ginnastica ritmica | Concorso a squadre                         |
| Oro      | Cao Yuan                                                                                  | Tuffi              | Piattaforma 10 metri maschile              |
| Oro      | Chen Meng Sun Yingsha Wang Manyu                                                          | Tennistavolo       | Squadre femminile                          |
| Oro      | Wang Liuyi Wang Qianyi                                                                    | Nuoto artistico    | Duo                                        |
| Oro      | Li Qian                                                                                   | Pugilato           | Pesi medi femminile                        |
| Oro      | Li Wenwen                                                                                 | Sollevamento pesi  | +81 kg femminile                           |

### Medaglie d'argento
| Medaglia | Nome | Sport                | Evento                                     |
| -------- | --- | -------------------- | ------------------------------------------ |
| Argento  | An Qixuan Li Jiaman Yang Xiaolei | Tiro con l'arco      | Squadre femminile                          |
| Argento  | Huang Yuting | Tiro                 | Carabina 10 metri aria compressa femminile |
| Argento  | Liu Yang Su Weide Xiao Ruoteng Zhang Boheng Zou Jingyuan | Ginnastica           | Concorso a squadre maschile                |
| Argento  | Xu Jiayu | Nuoto                | 100 metri dorso maschili                   |
| Argento  | Tang Qianting | Nuoto                | 100 metri rana femminili                   |
| Argento  | Qi Ying | Tiro                 | Trap maschile                              |
| Argento  | Zhang Boheng | Ginnastica           | Concorso individuale maschile              |
| Argento  | Wang Zisai | Ginnastica           | Trampolino maschile                        |
| Argento  | Wang Xinyu Zhang Zhizhen | Tennis               | Doppio misto                               |
| Argento  | Sun Yingsha | Tennistavolo         | Singolo femminile                          |
| Argento  | Liu Shengshu Tan Ning | Badminton            | Doppio femminile                           |
| Argento  | Qin Haiyang Yang Junxuan Xu Jiayu Pan Zhanle Tang Qianting Zhang Yufei | Nuoto                | Staffetta 4x100 metri misti mista          |
| Argento  | Zou Jingyuan | Ginnastica           | Anelli                                     |
| Argento  | Qiu Qiyuan | Ginnastica           | Parallele asimmetriche                     |
| Argento  | Liang Weikeng Wang Chang | Badminton            | Doppio maschile                            |
| Argento  | He Bingjiao | Badminton            | Singolo femminile                          |
| Argento  | Zhou Yaqin | Ginnastica           | Trave                                      |
| Argento  | Feng Bin | Atletica leggera     | Lancio del disco femminile                 |
| Argento  | Chen Yuxi | Tuffi                | Piattaforma 10 metri femminile             |
| Argento  | Cao Liguo | Lotta                | Lotta greco-romana - 60 kg                 |
| Argento  | Yang Wenlu | Pugilato             | Pesi leggeri femminile                     |
| Argento  | Deng Lijuan | Arrampicata sportiva | Speed femminile                            |
| Argento  | Guo Qing | Taekwondo            | 49 kg femminile                            |
| Argento  | Wu Peng | Arrampicata sportiva | Speed maschile                             |
| Argento  | Wang Zongyuan | Tuffi                | Trampolino 3 metri maschile                |
| Argento  | Ye Jiao Gu Bingfeng Yang Liu Zhang Ying Chen Yi Ma Ning Li Hong Ou Zixia Dan Wen Zou Meirong He Jiangxin Fan Yunxia Chen Yang Xu Wenyu Zhong Jiaqi Tan Jinzhuang Yu Anhui | Hockey su prato      | Torneo femminile                           |
| Argento  | Yang Liu | Pugilato             | Pesi welter femminile                      |

### Medaglie di bronzo
| Medaglia | Nome                                                                                | Sport            | Evento                                       |
| -------- | ----------------------------------------------------------------------------------- | ---------------- | -------------------------------------------- |
| Bronzo   | Cheng Yujie Wu Qingfeng Yang Junxuan Yu Yiting Zhang Yufei                          | Nuoto            | Staffetta 4x100 metri stile libero femminile |
| Bronzo   | Zhang Yufei                                                                         | Nuoto            | 100 metri farfalla femminili                 |
| Bronzo   | Xiao Ruoteng                                                                        | Ginnastica       | Concorso individuale maschile                |
| Bronzo   | Ma Zhenzhao                                                                         | Judo             | 78 kg femminile                              |
| Bronzo   | Zhang Yufei                                                                         | Nuoto            | 200 metri farfalla femminili                 |
| Bronzo   | Ge Chutong Kong Yaqi Li Bingjie Liu Yaxin Tang Muhan Yang Junxuan                   | Nuoto            | Staffetta 4x200 metri stile libero femminile |
| Bronzo   | Zhang Qiongyue                                                                      | Tiro             | Carabina 50 metri 3 posizioni femminile      |
| Bronzo   | Yan Langyu                                                                          | Ginnastica       | Trampolino maschile                          |
| Bronzo   | Wang Shun                                                                           | Nuoto            | 200 metri misti maschili                     |
| Bronzo   | Zhang Yufei                                                                         | Nuoto            | 50 metri stile libero femminili              |
| Bronzo   | Wan Letian Tang Qianting Zhang Yufei Yang Junxuan Wang Xue'er Yu Yiting Wu Qingfeng | Nuoto            | Staffetta 4x100 metri misti femminile        |
| Bronzo   | Wang Xinjie                                                                         | Tiro             | Pistola 25 metri automatica maschile         |
| Bronzo   | Zhang Boheng                                                                        | Ginnastica       | Sbarra                                       |
| Bronzo   | Jiang Yiting Lyu Jianlin                                                            | Tiro             | Skeet a squadre                              |
| Bronzo   | Meng Lingzhe                                                                        | Lotta            | Lotta greco-romana - 130 kg                  |
| Bronzo   | Zhao Jie                                                                            | Atletica leggera | Lancio del martello femminile                |
| Bronzo   | Feng Ziqi                                                                           | Lotta            | 50 kg femminile                              |
| Bronzo   | Pang Qianyu                                                                         | Lotta            | 53 kg femminile                              |
| Bronzo   | Liang Yushuai                                                                       | Taekwondo        | 68 kg maschile                               |
| Bronzo   | Chang Yani                                                                          | Tuffi            | Trampolino 3 metri femminile                 |
| Bronzo   | Song Jiayuan                                                                        | Atletica leggera | Getto del peso femminile                     |
| Bronzo   | Hong Kexin                                                                          | Lotta            | 57 kg femminile                              |
| Bronzo   | Liu Qingyi                                                                          | Break dance      | Gara femminile                               |
| Bronzo   | Lin Xiyu                                                                            | Golf             | Individuale femminile                        |

## Delegazione
| Sport                | Uomini | Donne | Totale |
| -------------------- | ------ | ----- | ------ |
| Arrampicata sportiva | 3      | 4     | 7      |
| Atletica leggera     | 29     | 27    | 56     |
| Badminton            | 8      | 8     | 16     |
| Beach volley         | 0      | 2     | 2      |
| Break dance          | 1      | 2     | 3      |
| Canoa/kayak          | 7      | 11    | 18     |
| Canottaggio          | 2      | 12    | 14     |
| Ciclismo             | 6      | 9     | 15     |
| Equitazione          | 2      | 0     | 2      |
| Ginnastica           | 7      | 13    | 20     |
| Golf                 | 2      | 2     | 4      |
| Hockey su prato      | 0      | 19    | 19     |
| Judo                 | 0      | 6     | 6      |
| Lotta                | 7      | 5     | 12     |
| Nuoto                | 13     | 19    | 31     |
| Nuoto artistico      | 0      | 9     | 9      |
| Pallacanestro        | 4      | 16    | 12     |
| Pallanuoto           | 0      | 13    | 13     |
| Pallavolo            | 0      | 13    | 13     |
| Pentathlon moderno   | 2      | 1     | 3      |
| Pugilato             | 2      | 6     | 8      |
| Rugby a 7            | 0      | 12    | 12     |
| Scherma              | 6      | 9     | 15     |
| Skateboard           | 0      | 4     | 4      |
| Sollevamento pesi    | 3      | 3     | 6      |
| Surf                 | 0      | 1     | 1      |
| Taekwondo            | 2      | 4     | 6      |
| Tennis               | 1      | 6     | 7      |
| Tennistavolo         | 3      | 3     | 6      |
| Tiro con l'arco      | 3      | 3     | 6      |
| Tiro                 | 10     | 11    | 21     |
| Triathlon            | 0      | 1     | 1      |
| Tuffi                | 6      | 4     | 10     |
| Vela                 | 6      | 7     | 13     |
| Totale               | 135    | 265   | 400    |